# Peromyscus winkelmanni
Peromyscus winkelmanni é uma espécie de roedor da família Cricetidae.
Apenas pode ser encontrada no México.